# MausLive

Altes Lilipuz-Logo

MausLive (bis 3. September 2012: Lilipuz, Radio für Kinder; vom 4. September 2012 bis 3. April 2022: WDR5 KiRaKa) ist das Kinderprogramm auf WDR 5.
Gesendet wird MausLive montags bis sonntags von 19.04 bis 20.00 Uhr auf DAB+ sowie dienstags bis sonntags auch auf WDR 5.
Das Programm wendet sich primär an Kinder im Grundschulalter. Die angesprochenen Themen können (ähnlich wie bei der Sendung mit der Maus oder Wissen macht Ah!) auch für Erwachsene interessant sein.
Das Programm bietet Hörspiele (samstags und Feiertage ab 19.04 Uhr) und Interaktionen mit den Hörern über Telefon und Internet, Reportagen, Wissensbeiträge (wie beispielsweise die Aufklärungsreihe Herzfunk), Comedy und Musik. Fester Bestandteil der Sendung ist der MausZoom (früher der Klicker), in dem den Hörerinnen und Hörern die tagesaktuellen Nachrichten kindgerecht präsentiert werden. Im Vergleich zum früheren Klicker fokussiert sich der MausZoom (angelehnt an Zoomobjektiv) auf ein Thema. 
Der Klicker war seit 1990 Bestandteil des Programms. Damit ist dies die älteste Kindernachrichtensendung im deutschen Hörfunk.

## Lilipuz
Das Kinderradio auf WDR 5 wurde am 2. Dezember 1990 unter dem Namen Lilipuz mit dem Claim Radio für Kinder gestartet. Die Sendung lief zunächst sonntags, wegen des Erfolgs wurde sie seit 1995 täglich gesendet. Die Sendezeit beträgt seitdem rund eine Stunde.
Zu den Programminhalten zählten unter anderem:
- Lilipuz-Hitparade: Monatliche Abstimmung mittels Postkarten über Lieblingslieder aus der Popmusik.
- Teekesselchen: Kinder gaben Tipps, anhand deren die Hörer ein Wort erraten mussten.

In den Sommerferien gab es eine Lilipuz-Sommertour, bei der mittels Ü-Wagen (ähnlich wie in der Sendung Hallo Ü-Wagen mit einem Sattelzug mit Bühne) verschiedene Städte in Nordrhein-Westfalen angefahren wurden, aus denen gesendet und auf örtliche Besonderheiten eingegangen wurde. Die Klicker-Nachrichten wurden von Kindern aus der jeweiligen Stadt vorgelesen.

## WDR5 KiRaKa
Vom 3. September 2012 bis zum 3. April 2022 hieß die Sendung WDR5 KiRaKa.
In der Schulzeit besuchte das WDR5 KiRaKa-Team eine Grundschule und bereitete mit Kindern die aktuellen Sendungen der Woche vor. Unter dem Motto „KiRaKa kommt“ wurde am Freitag dann live aus der jeweils gastgebenden Schule oder mit den Schülern im Studio gesendet. Das Programm verfolgte dabei medienpädagogische Ziele (Wie wird Radio, wie werden Nachrichten gemacht?) und soll darüber hinaus das Medium Hörfunk stärker ins Bewusstsein der Zielgruppe der acht- bis 11-jährigen Kinder rücken.
Durch die Sendung führte ein Moderatorenteam bestehend aus Ismi Mona, Elke Hofmann, Paulus Müller, Verena Specks-Ludwig, Sarah Ziegler, Nina Heuser, Johannes Döbbelt, Ralph Erdenberger und Christian Schmitt.
Seit Herbst 2006 lief WDR5 KiRaKa auch auf dem digitalen Vollprogramm Kindersender KiRaKa. Zum Angebot von KiRaKa gehörte auch die Bärenbude, die täglich ab 18:30 Uhr im KiRaKa Digitalprogramm oder über Internetstream gesendet wurde.

## MausLive
Seit dem 4. April 2022 heißt die Sendung MausLive. Von der täglichen Sendezeit wurde der Samstag gestrichen, sodass die Sendung nun montags bis freitags sowie sonntags läuft.
Das Konzept „KiRaKa kommt“ wurde zur MausKlasse weiterentwickelt: Eine Klasse einer Schule wird eine ganze Woche lang als Projekt Radio machen und dabei die Sendungen montags bis freitags mitgestalten.
Als „MausZoom“ (angelehnt an Zoomobjektiv) werden Themen bezeichnet, die genauer erklärt werden.